# Irena Papas
Irena Papas (Ειρήνη Παππά) (Chiliomodi, Grčka, 3. rujna 1926. – Hiliomodi, Korint, 14. rujna 2022.) bila je grčka glumica i pjevačica, a glumila je u više od 70 filmova.
Rođena je kao Irini Lelekou (Ειρήνη Λελέκου). Irenin je talent otkrio Elia Kazan. 
Irena je glumila Helenu Trojansku u filmu Trojanke, zajedno s Katharine Hepburn. Glumila je i druge žene iz grčke mitologije, npr. Klitemnestru u Ifigeniji, Elektru u Elektri i Antigonu u istoimenu filmu. Pojavila se kao kraljica Katarina Aragonska u filmu Anne of the Thousand Days te također u filmu Muhamed, Božji glasnik. Njezini najpoznatiji filmovi su Grk Zorba i Z.
Papas je bila žena Alkisa Papasa i ljubavnica glumca Marlona Branda.

## Vanjske poveznice
- LZMK / Hrvatska enciklopedija: Papas, Irene
- LZMK / Proleksis enciklopedija: Papas, Irene
- LZMK / Filmski leksikon: Papas, Irene  Arhivirana inačica izvorne stranice od 15. rujna 2022. (Wayback Machine)
- Irene Papas u internetskoj bazi filmova IMDb-u (engl.)
- Irene Papas na Discogsu Discogs 105460